# Mariana Elizondo
Mariana Elizondo Montelongo (San Pedro Garza García, Nuevo León, México, 10 de octubre de 2002), es una futbolista profesional mexicana. Del año 2018 al 2021 se desempeñó como mediocampista en Tigres de la Primera División Femenil de México. Actualmente forma parte de Rice Owls Women's Soccer Team
Mariana Elizondo ha sido campeona con Tigres Femenil en cuatro ocasiones, en el Torneo Clausura 2018, Clausura 2019, Apertura 2020 y Clausura 2021. Además, con Selección Nacional obtuvo el tercer lugar en el Torneo delle Nazioni Città di Gradisca d'Isonzo, en Italia 2017. También colaboró para obtener el segundo lugar del Premundial Femenil Sub-17. Actualmente forma parte del roster de Rice Owls Women's Soccer Team, en la Universidad William Marsh Rice, conocida como Universidad Rice, ubicada en Houston, Texas, la cual forma parte de la conferencia de la División I de la NCAA.            

## Clubes
| Club        | País   | Año         |
| ----------- | ------ | ----------- |
| Tigres UANL | México | 2018-2021   |
| Rice Owls   | USA    | 2021-Actual |

## Palmarés

### Títulos nacionales
| Título          | Club        | País   | Año      |
| --------------- | ----------- | ------ | -------- |
| Liga MX Femenil | Tigres UANL | México | Cl. 2018 |
| Liga MX Femenil | Tigres UANL | México | Cl. 2019 |
| Liga MX Femenil | Tigres UANL | México | 2020     |
| Liga MX Femenil | Tigres UANL | México | Cl. 2021 |